# Герб Амвросіївки
Герб Амвро́сіївки — офіційний символ міста Амвросіївки Донецької області, нещодавно затверджений рішенням Амвросіївської міської ради.

## Опис
У червоному полі щита покладені навхрест срібна сокира і морський якір лапами вгору над зеленим краєм, який завершено стропилом з дев'яти срібних брусків і обрамлено золотою перекинутою підковою.
Щит увінчаний срібною міською короною. По боках щит обрамлений квітучими гілками бузку. Гілки перевиті червоною стрічкою з написом в її нижній частині золотими літерами «АМВРОСІЇВКА».

### Символіка
Розвиток селища пов’язаний із заснуванням поблизу нього цементних заводів. На берегах річки Кринки ще в 30-х роках 19 століття були виявлені багаті поклади білого крихкого мергелю - сировини для цементного виробництва. У 1896 році тут виник перший цементний завод із назвою «Донецький». Для транспортування мергелю з кар’єру навіть побудували підвісну канатну дорогу. Власне срібна піраміда з брусків на гербі і демонструє факт виготовлення різноманітних цементних виробів. Перший варіант зображав для цього лист шиферу.
Сама ж назва міста походить від донського старшини Амвросія Гавриловича Луковкіна, який заснував у 1777 році хутір. Ця сторінка історії, що дала місту ім'я, відображена на гербі у вигляді одного із символів козацтва – золотої підкови на зеленому полі.
Схрещені в горішній частині срібні сокира та якір - це емблема Міністерства шляхів сполучення російської імперії. Так як місто виникло як поселення на будівництві залізничної станції, то майже на всіх документах була присутня емблема міністерства, яке і вело будівництво. Ймовірно, часте її використання і стало асоціюватися з символікою самого міста.

## Історія

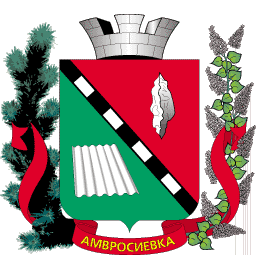
Герб Амвросіївки 1999 року

Перший герб міста Амвросіївки Донецької області, затверджений рішенням Амвросіївської міської ради 26 березня 1999 року.
Автори герба: В. О. Мартиненко, Є. О. Малаха.

### Опис
У щиті, скошеному праворуч червоним і зеленим, компонований чорним кольором і сріблом вузький перев'яз праворуч, супроводжуваний ліворуч рубайлом натурального кольору і праворуч срібним листом шиферу в перспективі.
Щит прикрашений срібною міською короною з трьома зубцями і обрамлений хвойною галузкою праворуч і галузкою квітучого бузку ліворуч, перевитими і з'єднаними внизу червоною стрічкою з написом золотими буквами «АМВРОСИЕВКА».

### Значення символів
- Червоний колір є символом видобутку глини і виготовлення з неї цегли і черепиці;
- Зелений колір символізує багатство природи краю;
- Вузький чорно-білий перев'яз символізує залізницю, будівництво якої послужило відправною точкою заснування міста;
- Ручне рубайло, знайдене в околицях міста, свідчить про заселення цих місць із древніх часів;
- Лист шиферу є характерним символом цементного виробництва, що домінує в місті, а також вказує на наявність у місті виробництва шиферу й інших будівельних матеріалів з цементу;
- Срібна корона над щитом герба вказує на той факт, що Амвросіївка є районним центром;
- Соснові гілки праворуч від щита говорять про наявність у місті заповідника сосни, а гілки бузку ліворуч — про наявність у місті великої кількості кущів бузку.